# Búlgar
El conde Búlgar, cuyo nombre corre en las fuentes de su época latinizado como Bulgaranus, fue un noble visigodo del siglo VII. Es conocido gracias a las cartas que escribió durante el corto reinado de Gundemaro (610-612). El epistolario de Búlgar (Sex epistolae ad Gudamarum regem, et ad varios episcopos, recogido en la Patrologia Latina de Jacques Paul Migne), pese a su modestia, ofrece datos muy interesantes tanto de política interior como de política exterior  del reino visigodo. Además las cartas corresponden a un periodo de tiempo en que no existe ninguna crónica y están escritas con buen estilo latino.
En las cartas más recientes del 610 se puede observar como la situación de un gobernador puede cambiar de un día para otro. Búlgar durante los gobiernos de Recaredo I y Liuva II había sido un fiel colaborador. Esto le llevó a ocupar altos cargos como conde de alguna ciudad y duque de la Septimania. Sin embargo con el golpe de Estado de Witerico, éste va a colocar en los principales puestos a sus colaboradores, viéndose Búlgar resignado a la persecución. En tres de sus cartas dirigidas al obispo Agapio II de Córdoba, al metropolitano Sergio de Narbona y al nuevo rey Gundemaro, Búlgar emplea duras palabras contra Witerico, llamándolo "impío tirano, hombre inicuo, infame ladrón". Durante su persecución fue privado de su dignidad social y de sus bienes, confinado a diversas y lejanas tierras, padeció vejaciones y tormentos, hambre y sed, etc. Estos dos obispos van a socorrer a Búlgar durante sus destierros, sobre todo el obispo Agapio, que podría ser un viejo colega y amigo en el Aula regia durante los gobiernos de Recaredo y Liuva II. Así las cartas son respuesta como agradecimiento a estos obispos y al nuevo rey.
Elergio fue otro obispo que influyó en la vida de Búlgar. Este era secuaz de Witerico y gran instigador en la persecución de Búlgar. Pero cuando el final de Witerico estaba cerca, Elergio cambió su postura hacia Búlgar y le restituyó sus bienes y cargos. Este hecho le dio a Búlgar la macabra suerte de presenciar el asesinato, en una conspiración, de su perseguidor Witerico.
Búlgar era totalmente partidario del nuevo rey Gundemaro, ya que había sido también duque de Septimania. Esto le permitió a Búlgar ser de nuevo gobernador de la provincia de la Galia Narbonense. Pero la total confianza del nuevo rey en Búlgar, le otorgó el difícil deber de llevar las relaciones políticas con el vecino y peligroso reino franco.
La situación de los francos era de guerra entre el reino de Austrasia y el de Borgoña donde gobernaba Teoderico II, pero bajo la tutela de la reina Brunegilda, hija de Atanagildo. La postura del reino visigodo sorprende al apoyar a Austrasia en vez de a la reina de su mismo pueblo. Esto se puede explicar ya que la reina franca había luchado fuertemente contra Witerico como eliminador de su estirpe. Por lo que el apoyo a Austrasia parece ser una continuación de esta política. Además también había existido una tradicional lucha entre los reinos de Toledo y de Borgoña (bajo Gontrán I) ya que éste era el más cercano a los visigodos y por tanto el encargado de encabezar las hostilidades.
Búlgar, conocedor de esta situación tenía una gran preocupación por la situación de inestabilidad con el reino de Borgoña. Esta situación se acrecentó con la instigación de los reyes borgoñones para que el pueblo de los ávaros atacara el reino de Austrasia. En otra carta de respuesta a un obispo franco de Austrasia se observa de nuevo la situación de crispación entre los reinos de Toledo y Borgoña ya que Búlgar reclama que se corrijan varios agravios contra el reino visigodo como la devolución de varios nobles capturados cuando habían sido enviados como embajada.
Hay que decir que es una pena que el epistolario de Búlgar llegara a su fin en estas fechas ya que no podemos saber qué comentarios le merecían los futuros hechos acaecidos en el vecino reino franco. En 612 Teoderico y Brunegilda atacaron al rey de Austrasia que sería tonsurado. Teoderico II moriría después y en el año 613 correría la misma suerte Brunegilda, que fue capturada por Clotario II, rey de Neustria, y moriría después de una sangrienta tortura. Esta muerte en ningún caso fue tomada como agravio por el reino de Toledo a pesar de ser una goda.